# Мари Рамбер
Дама Мари Рамбе́р, г-жа Эшли Дюкс (наст. имя Сивия (Мириам) Рамбам, затем — Рамберг (Ramberg) (англ. и пол. Marie Rambert; 20 февраля 1888[…], Варшава, Царство Польское — 12 июня 1982[…], Лондон) — британская танцовщица, хореограф и педагог польского происхождения, одна из крупнейших деятелей хореографии Великобритании, наравне с Нинет де Валуа, Леонидом Мясиным, Лидией Лопуховой, Алисией Марковой и другими, заложившая основы английского балета:381. Ученица Эмиля Жак-Далькроза, участница «Русского балета» Сергея Дягилева, основательница «Балета Рамбер» — старейшей из ныне действующих танцевальных трупп Великобритании.

## Биография
Девушка полюбила танец, увидев выступление Айседоры Дункан. Из-за политической ситуации в Варшаве родители отправили её к родственникам в Париж, где она должна была учиться медицине. Будучи во Франции, Сивия стала называться Мари, а также сменила свою древнюю фамилию Рамбам (сокращение имени философа и богослова XII века Рабби Моше бен Маймона) на более благозвучную для французского уха «Рамбе́р»:269. Она танцевала в салонах богатых и влиятельных людей, как это делали Мата Хари или Наталья Труханова:290. Стремление девушки к танцу поощрил Раймонд Дункан, однажды на каком-то приёме увидевший её исполнение мазурки.

### В труппе Дягилева

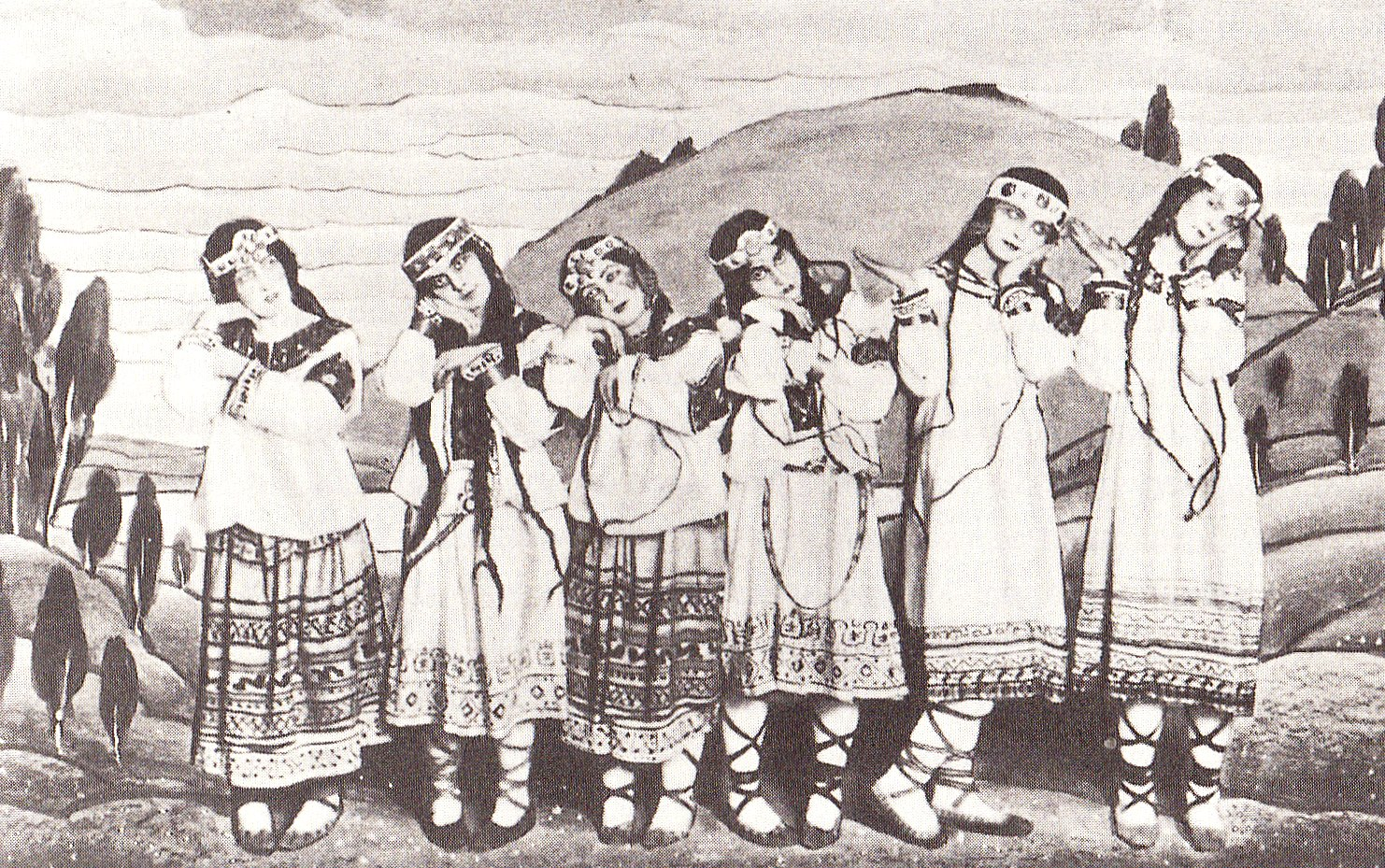
«Весна священная». Женская группа, The Sketch, 1913 (Мари Рамбер — 2-я слева).

Из Парижа Рамбер переехала в Дрезден, где стала ученицей Эмиля Жак-Далькроза. Она была сотрудницей института Далькроза в Хеллерау, когда в феврале 1912 года там появились Сергей Дягилев и его подопечный, танцовщик и начинающий хореограф Вацлав Нижинский. Дягилев, чуткий ко всем новым веяниям, уже слышал об учении Далькроза и был заинтересован идеей эвритмики, заключавшейся в том, что в танце пластика главенствует над музыкой и движения не просто следуют за ней, а помогают её понять. В надежде, что упражнения Далькроза помогут Нижинскому, занятому в это время постановкой своего первого балета, «Послеполуденный отдых фавна», глубже понимать музыку, он стал возить его на уроки в Хеллерау:296. Возможно, что Рамбер, как ученица Далькроза, познакомилась с Дягилевым ещё в его первый приезд в Хеллерау в январе[уточнить], и тогда же была приглашена дать серию демонстраций-показов для артистов его труппы:91-92.
Она присоединилась к дягилевской труппе в качестве педагога по танцевальной технике для Нижинского:296 и/или его личной ассистентки:78. Для самого Вацлава Мари стала одним из немногих доверенных лиц в его окружении.
Хотя появление Рамбер у Дягилева обычно связывается с постановкой «Весны священной», она была приглашена для руководства репетициями другого балета Нижинского — «Игры». 1 сентября 1912 года Рамбер вместе с Дягилевым побывала у Клода Дебюсси, которому к этой дате была заказана партитура балета. Композитор отозвался о ней как о «женщине сухой, как москит»:296.
В октябре Дягилев декларировал постановку «Игр» как важнейшую премьеру своего следующего сезона, однако уже в ноябре все силы были переброшены на «Весну священную», партитура которой была только что закончена Стравинским. Работа над «Играми» была приостановлена, и Нижинский приступил к постановке «Весны».
Дягилев, в надежде на то, что ритмическая система Далькроза поможет артистам выучить сложные ритмы Стравинского, в ноябре 1912 года вновь посетил Хеллерау вместе с Вацлавом, его сестрой Брониславой и другими сотрудниками своей труппы: следующие за «Фавном» постановки Нижинского уже несли в себе узнаваемые признаки ритмической системы Далькроза:296. Мари занималась распространением идей своего учителя среди танцовщиков, однако некоторые из них протестовали против скучных уроков по ритмике:322 и подготовка к новому балету шла тяжело.
В 1913 году Мари — «учительница Ритмической гимнастики» и «мимистка в Дягилевском балете»:39. Будучи в труппе, она, как и другие артисты, занималась в балетном классе Энрико Чекетти.
Мари тесно сотрудничала с Вацлавом Нижинским на протяжении 1913 года, находилась рядом с ним в заключительный репетиционный период балета «Игры», когда, вероятнее всего, были добавлены ритмические причуды, вызвавшие раздражение Дебюсси после премьеры.
После того, как 10 сентября 1913 года Нижинский неожиданно женился на венгерской аристократке Ромоле Пульской, Дягилев, предварительно уговорив вернуться Михаила Фокина, выгнал танцовщика из своей труппы, а его балеты снял с репертуара — таким образом, в услугах Рамбер он также более не нуждался.
Благодаря Дягилеву и работе в его труппе Рамбер открыла для себя богатство и красоту классического танца. Позднее, в 1922 году, «Свадьба Авроры», поставленная Дягилевым на основе «Спящей красавицы» Мариуса Петипа, стала для неё одним из сильнейших театральных впечатлений.

### В Лондоне
В 1914 году Рамбер переехала в Лондон, где продолжала заниматься у Чекетти. В 1917 году на званом ужине она познакомилась с английским драматургом и театральным критиком Эшли Дюксом, 3 марта 1918 года они поженились.

### Школа
В 1919 году Рамбер начала преподавать, следуя методике Энрико Чекетти, в 1920 году открыла в Лондоне собственную балетную студию, однако в 1926 году, когда Нинет де Валуа открыла свою «Академию хореографического искусства», хотела прекратить преподавание, опасаясь не выдержать конкуренции со столь громким названием:13.
Рамбер была чутка к талантам — как исполнительским, так и балетмейстерским. Среди её учеников — такие крупнейшие британские хореографы, как Фредерик Аштон, начавший ставить благодаря её протекции, и Энтони Тюдор, Агнес де Милль, Уильям Чаппелл, Андре Ховард, «первый британский виртуоз» Гарольд Тёрнер, Пёрл Аргайл, Норман Моррис и многие другие.

### Труппа
Со временем на базе школы-студии Мари возникла собственная труппа: Ученики Рамбер, жаждущие выступать на сцене, начали готовить небольшие постановки для благотворительных вечеров и различных ревю, таким образом зародилась группа артистов-единомышленников, которая сначала называлась «Балетный клуб» (Rambert’s Ballet Club), а в 1935 году получила название «Балет Рамбер». Первым полноценным спектаклем Балетного клуба стал балетмейстерский дебют Фредерика Аштона «Трагедия моды», состоявшийся 15 июня 1926 года — показанный в составе программы-ревю на сцене Лирического театра, этот балет стал первым английским национальным балетным спектаклем.
Представления давались под аккомпанемент фортепиано, сначала на различных сценах Вест-Энда и лондонских пригородов, затем — регулярно по воскресеньям на сцене театра «Меркурий», принадлежавшего её супругу — Эшли Дюкс выкупил старинное здание 1851 года постройки в районе ворот Нотинг-Хилл и к 1933 году перестроил его под нужды театра; название отсылало к подвижной природе Мари (англ. mercury — «ртуть»).
Рамбер не боялась давать своим ученикам сложные партии, также они выступали под своими собственными именами, а не под русскоязычными псевдонимами, как тогда было принято:21. Среди солистов Клуба Рамбер были её ученики Фредерик Аштон, Гарольд Тёрнер, Уильям Чаппелл, Пёрл Аргайл. В 1929 году, после смерти Дягилева, к труппе присоединились некоторые танцовщики Русского балета, в том числе, Антон Долин и Алисия Маркова, лондонский дебют которой состоялся в Балетном клубе по приглашению Аштона. Последний утверждал, у Рамбер все были красавицами, тогда как артисты её конкурентки, Нинет де Валуа, по выражению Лидии Лопуховой, были «гадкими утятами»:21.
Рамбер умела вдохновлять, однако у неё были сложности с планированием и организацией. В 1926 году, когда Лилиан Бейлис, владелица театров «Олд Вик» и «Сэдлерс-Уэллс», искала человека, который взял бы на себя труд руководить хореографической частью её театрального предприятия, она обратилась к Рамбер, однако была озадачена тем, что Рамбер сама тут же обратилась к ней с просьбой «приглядеть за моими девочками» — в итоге контракт был заключён с Нинет де Валуа.
Хотя танцовщики Рамбер едва умещались на крошечной сцене «Меркурия», она не стремилась к изысканию других возможностей. Аштон, по его словам, умолял её стать более активной в мире профессионального театра:21. В конце концов, в 1930-х часть артистов Балетного клуба (некоторые из которых были одновременно и хореографами и художниками) перешла в труппу под руководством де Валуа «Балет Вик-Уэллс», предлагавшую лучшие условия для работы, а с 1931 года — и постоянную зарплату. В то же время многие из них продолжали параллельно выступать на других сценах, в том числе, и у Рамбер.
В начале 1930-х Мари сотрудничала с «Обществом Камарго», в частности, она оплатила костюмы для балета Аштона «Фасад». Поддерживала Мясина и его увлечение симфонизмом, когда «Русский балет Монте-Карло» гастролировал в Лондоне, постоянно находилась в театре.
В 1934 году Мари пригласила свою конкурентку, Нинет де Валуа, поставить балет для своей труппы — «Бар в Фоли-Бержер». В 1935 году к ней вернулся Энтони Тюдор, ушедший к де Валуа в 1932 году в надежде найти там более широкое поле для применения своих талантов и уставший от ожидания. Для Рамбер он поставил одни из лучших своих работ — «Сиреневый сад» (1936) и «Тёмные элегии» (1937). В довоенные годы для Балета Рамбер также ставили её ученицы Андре Ховард и Агнес де Милль.
В 1945 году, когда труппе Нинет де Валуа было предложено оставить частную сцену Лилиан Бейлис и в качестве Национального балета переехать в театр «Ковент-Гарден», Рамбер надеялась занять освободившуюся сцену «Сэдлерс-Уэллс», однако де Валуа, связанная с Бейлис контрактом касательно танцев в операх и опасаясь потерять удобную сцену в случае неудачи с «Ковент-Гарден», не дала ей этого сделать: покидая «Сэдлерс-Уэллс», она организовала там вторую компанию под предлогом создания «колыбели для молодых хореографов»:85.
После войны специально для благотворительного вечера в Лондоне, организованного Мясиным и призванного поправить финансовое положение Нижинского, Рамбер возобновила «Послеполуденный отдых фавна» с артистами «Русского балета Монте-Карло» (Фавн — Жан Бабиле). Спектакль шёл с оригинальными декорациями Бакста и в присутствии хореографа, которого по этому случаю привезли из клиники в Швейцарии.
Рамбер также составила полную хореографическую партитуру «Весны священной» и самостоятельно сделала по ней фильм. Эти материалы она бережно хранила долгие годы, никому не давая для постановки, говоря, что «этот балет — вещь для меня священная» и она не может допустить, чтобы её ставили «сколько-нибудь неточно»:423. Пьер Лакотт смог уговорил её доверить ему эти материалы для возобновления балета в парижской Опере, но дело разладилось после того, как оказалось, что в постановке, будучи совладелицей авторских прав, будет участвовать жена Нижинского Ромола, которую, по словам Лакотта, Рамбер терпеть не могла, считая «более безумной, чем её муж»:423.
Уже в конце своей жизни, Мари Рамбер помогала Миллисент Ходсон (англ. Millicent Hodson) и Кеннету Арчеру (англ. Kenneth Archer) в их тщательной работе над восстановлением «Весны священной» в Балете Джоффри — премьера состоялась осенью 1987 года в Лос-Анджелесе.

## Личная жизнь
Мари Рамбер была замужем за драматургом и театральным критиком Эшли Дюксом (1885—1959), который писал для «Нью стейтмент» и сразу оценил значение первых гастролей Русского Балета в Лондоне, назвав из «событием века»:333. У них было две дочери — Анжела и Елена.

## Архив и коллекция
Архив Рамбер включает в себя киноплёнки с записями различных балетных спектаклей, шедших в Лондоне на заре становления английского национального балета и во время его расцвета, эскизы, костюмы, фотографии, переписку, дневники, программы спектаклей, рецензии, награды хореографа и т. д.
Мари Рамбер была также обладательницей значительной коллекции гравюр, посвящённой истории европейского балета, которую она вместе с супругом собирала на протяжении всей первой половины XX века. Свою первую гравюру Мари приобрела в качестве свадебного подарка, но так и не смогла с ней расстаться. Коллекция гравюр Рамбер-Дюкса (Rambert-Dukes collection of Romantic Ballet prints) стала одной из первых, посвящённых этой тематике и одной из наиболее полных в частных руках. Основная часть коллекции состоит из более чем 130 гравюр, посвящённых балету эпохи романтизма, однако в неё также входят листы XVII и XVIII веков и литографии конца XIX века. Коллекция демонстрировалась в фойе театра «Меркурий» до 1968 года, когда Мари передала её в дар музею Виктории и Альберта.

## Признание и награды
- 1 января 1962 — Орден Британской империи и соответствующий ему титул Дамы-Командора[11].

## Фильмография
- В 1962 году Мари Рамбер была гостем телевизионной передачи «Это твоя жизнь» (This Is Your Life)[12].